# Empecamenta paucisetosa
Empecamenta paucisetosa är en skalbaggsart som beskrevs av Louis Burgeon 1945. Empecamenta paucisetosa ingår i släktet Empecamenta och familjen Melolonthidae. Inga underarter finns listade i Catalogue of Life.